# Ise Johansson
Ise Pontus Johansson, född 11 augusti 1913 i Katrineholm, död 1980 i Vällingby, var en svensk målare och musiker.
Johansson var som konstnär autodidakt och företog studieresor till Frankrike, Italien och Afrika 1946-1947. Hans konst består av figurer, barn, fantasikompositioner, landskap, blomsterstilleben och religiösa motiv. Separat ställde han ut på bland annat Mässhallen i Stockholm, Galerie Acté samt i Falköping.